# یواس‌اس برنز (دی‌دی-۱۷۱)
یواس‌اس برنز (دی‌دی-۱۷۱) (به انگلیسی: USS Burns (DD-171)) یک کشتی بود که طول آن ۳۱۴ فوت ۵ اینچ (۹۵٫۸۳ متر) بود. این کشتی در سال ۱۹۱۸ ساخته شد.